# Logiciels de fouilles de données spatiales
Les logiciels de fouilles de données géographique ou spatiales (3D) permettent de stocker, de requêter et de fouiller les données spatiales.

## SIG
- GeoDa [2],[3]:
- ArcGIS :
- Intergraph GeoMedia :

## Fouille de données
- Geominer [4]:
- Descartes [5]:
- Fuzzy Spatial OQL for Fuzzy KDD :
- GWiM  :
- GeoKD [6]:
- SPIN! [7]:
- S+SpatialStats :
- Modules spécialisés dans R :
- Spatial Statistics Toolbox for Matlab/Fortran :
- NEM *